# ابن معاشه
ابن معاشهُ هي قرية في إقليم برشيد منذ 2004 ضمن جهة الشاوية ورديغة بالغرب المغربي. كان مجموع عدد سكان الجماعة القروية ابن معاشه 8.680 نسمة.(تعداد السكان الرسمي 2004)